# Iván Faragó
Iván Faragó (* 1. April 1946 in Budapest; † 12. Dezember 2022) war ein ungarischer Schach-Großmeister.

## Leben
Faragó erhielt im Jahr 1974 von der FIDE den Titel Internationaler Meister verliehen, 1976 den Großmeistertitel.
Faragó siegte oder belegte vordere Plätze in vielen Turnieren: 2. Platz beim Turnier Banícky Kahanec in Ostrava (1973), 1./2. Platz beim IBM-B Turnier in Amsterdam (1975) mit John Nunn, 3./4. Platz mit Wolfgang Uhlmann beim Turnier in Leipzig (1975), 1. Platz beim Turnier in Bergen (1977), 1.–3. Platz mit Wolfgang Uhlmann und Rainer Knaak beim DSV-Turnier in Halle (Saale) (1978), 1. Platz beim Turnier in Bergen (1978), 1./2. Platz beim Makarczyk Memorial in Łódź (1979), 1. Platz beim 7. Tóth Memorial in Kecskemét (1979), 1.–3. Platz in Sarajevo (Bosna) 1979, 1. Platz beim Makarczyk Memorial in Łódź (1980), 2. Platz bei der ungarischen Meisterschaft in Budapest (1981), 1. Platz beim Turnier in Svendborg (1981), 1./2. Platz beim Turnier in Bagneux (1983), 1. Platz beim Turnier in Albena (1983), 1. Platz bei der ungarischen Meisterschaft in Budapest (1986), 1.–3. Platz beim Hoogoven-B Turnier in Wijk aan Zee (1987), 1. Platz beim Noviki-A Turnier in Budapest (1987), 2.–5. Platz bei der ungarischen Meisterschaft in Budapest (1992), 1. Platz beim Turnier in Vinkovci (1993), 2. Platz hinter Jonny Hector bei der internationalen Hamburger Meisterschaft (2002), 2. Platz beim 4. Hotel Petra Turnier in Rom (2005), 2. Platz beim 1. Turnier in Scanno (2005), 2. Platz beim Turnier in Bibinje (2006) und 2. Platz beim FS02-GM Turnier in Budapest (2009).

## Mannschaftsschach

### Nationalmannschaft
Faragó nahm mit der ungarischen Nationalmannschaft an der Schacholympiade 1980 in Valletta teil und erreichte den zweiten Platz. Auch bei seiner einzigen Teilnahme an einer Mannschaftsweltmeisterschaft 1985 in Luzern erreichte er mit Ungarn den zweiten Platz. Faragó nahm außerdem an den Mannschaftseuropameisterschaften 1977 in Moskau, 1980 in Skara, 1983 in Plowdiw und 1989 in Haifa teil. Er erreichte 1977 und 1980 den zweiten, 1983 den dritten Platz.

### Vereine
In Ungarn spielte Faragó in den 1980er Jahren für Spartacus Budapest, mit dem er 1982 den European Club Cup gewann, spätestens ab 1999 bis 2012 für Aquaprofit Nagykanizsai Tungsram Sakk-Klub, mit dem er 2007, 2009, 2010, 2011 und 2012 ungarischer Mannschaftsmeister wurde und 2007 am European Club teilnahm. Ab der Saison 2012/13 spielte er für Dunaharaszti Munkás Testedző Kör.
In der österreichischen 1. Bundesliga beziehungsweise Staatsliga spielte er von 1991 bis 1996 für den SC Traun 67, mit dem er auch am European Club Cup 1995 teilnahm, in den Spielzeiten 2003/04 und 2007/08 für Union Ansfelden (für den er auch in der Zwischenzeit gemeldet war, aber nicht eingesetzt wurde), von 2010 bis 2012 für den ASVÖ VHS Pöchlarn und in der Saison 2012/13 für den SK Sparkasse Fürstenfeld. In der deutschen 1. Bundesliga spielte er von 2012 bis 2014 für den SV Griesheim.